# Diméthylallyltranstransférase
La diméthylallyltranstransférase, également appelée diméthylallyltransférase et géranyle diphosphate synthase, est une transférase qui catalyse la réaction :
diméthylallyle diphosphate + isopentényle diphosphate  {\displaystyle \rightleftharpoons }  diphosphate + géranyle diphosphate.
Cette enzyme intervient à la suite de la voie du méthylérythritol phosphate, qui convertit le pyruvate et le glycéraldéhyde-3-phosphate (G3P) en isopentényle diphosphate (IPP) et diméthylallyle diphosphate (DMAPP), pour condenser ce dernier avec une seconde molécule d'IPP afin de produire du géranyle diphosphate (GPP), lui-même condensé avec une troisième molécule d'IPP sous l'action de la (2E,6E)-farnésyle diphosphate synthase pour conduire au (2E,6E)-farnésyle diphosphate (FPP), puis avec une quatrième sous l'action de la géranylgéranyle diphosphate synthase pour produire du géranylgéranyle diphosphate.